# Cabo de Santa María (Nueva Escocia)
El cabo de Santa María (del inglés: Cape St. Marys) está ubicado en el extremo sur de la península de Nueva Escocia, en la provincia canadiense de Nueva Escocia.

## Descripción
Las formaciones geológicas de la zona del cabo, presentan gran cantidad de fósiles marinos. En sus alrededores, hay un sistema de dunas que se extiende a lo largo de 120 hectáreas.

## Flora y fauna
El eider común (Somateria mollissima) pasa el invierno en la costa sur del cabo.